# サンクチュアリ (バンド)
サンクチュアリ（Sanctuary）は、アメリカ合衆国出身のヘヴィメタル・バンド。
1980年代後期に、スラッシュメタルの第二世代として台頭。一度解散したのち、2010年から活動を再開した。2017年にバンドの象徴ウォーレル・デインが死去したが、遺志を引き継ぎ活動を継続している。

## 概要・略歴

### 最初期（1985年 - 1992年）
1985年、ウォーレル・デイン（ボーカル）、レニー・ラトリッジ（ギター）、ジム・シェパード（ベース）、ショーン・ブロッスル（ギター）、デイヴ・バドビル（ドラム）のラインナップで結成。
1986年に作成したデモテープが、メジャーレーベル「エピック・レコード」に評価され契約を締結。翌年、デイヴ・ムステイン（メガデス）プロデュースのデビュー・アルバム『レフュージ・ディナイド』をリリース。メガデスとのライブ・ツアーにも帯同する機会を得る。
ツアー終了後すぐさま次作の制作に着手し、ウォーレル・デインの強烈なメッセージを反映させたセカンド・アルバム『イントゥ・ザ・ミラー・ブラック』が完成。1989年にヨーロッパで先行リリース、全米でも翌年にリリースされた。またアルバムの1曲目に収録されている「Future Tense」で初めてのPVを作成し、MTV Headbangers Ballで放送され好評を博す。
ライブ・ツアーではフェイツ・ウォーニング、フォビドゥン、デス・エンジェルらと共に回っていたが、途中でブロッスルがバンドを脱退し、ジェフ・ルーミスが加入した。
1990年代初頭、サード・アルバムに制作向けた内容に対し、契約元のエピック・レコードから、当時のロック・シーンで流行の兆しを見せていた「グランジ」寄りのスタイルに変更するよう提案される。バンド側でも意見が割れて、相違を引き起こし対立。1992年、ウォーレル・デイン側は最終的に提案を拒否し、バンドは活動を停止した。

### 解散後から再結成まで（1993年 - 2017年）
拒否したデイン、シェパード、ルーミスは、サンクチュアリを事実上受け継ぐ形で、新バンド「ネヴァーモア」を結成。ブロッスルは音楽映像会社を設立。ラトリッジは音楽プロデューサー業に転向。バドビルはフロリダに移住し「Alive Inside」というバンドのドラマーとして活動していた。
デインはこれまで、かつて仲違いしたメンバー達との旧交を温める機会を得ていた。それが徐々に再結成に向けたプロジェクトへと繋がり、2010年5月に正式発表。ブロッスルを除くオリジナル・メンバーに、ルーミスを入れた5人で、翌年からライブ活動を再開する。
2013年、「センチュリー・メディア・レコード」と契約し、翌2014年年に25年ぶりのサード・アルバム『ジ・イヤー・ザ・サン・ダイド』をリリースした。
その間、シェパードとルーミスは降板してしまっていたが、新メンバーを補充し、次作のアルバム制作に向けて活動を継続。
2017年、初期デモ音源集『Inception』をリリース。

### ウォーレル・デイン死去〜以降（2017年 - 現在）

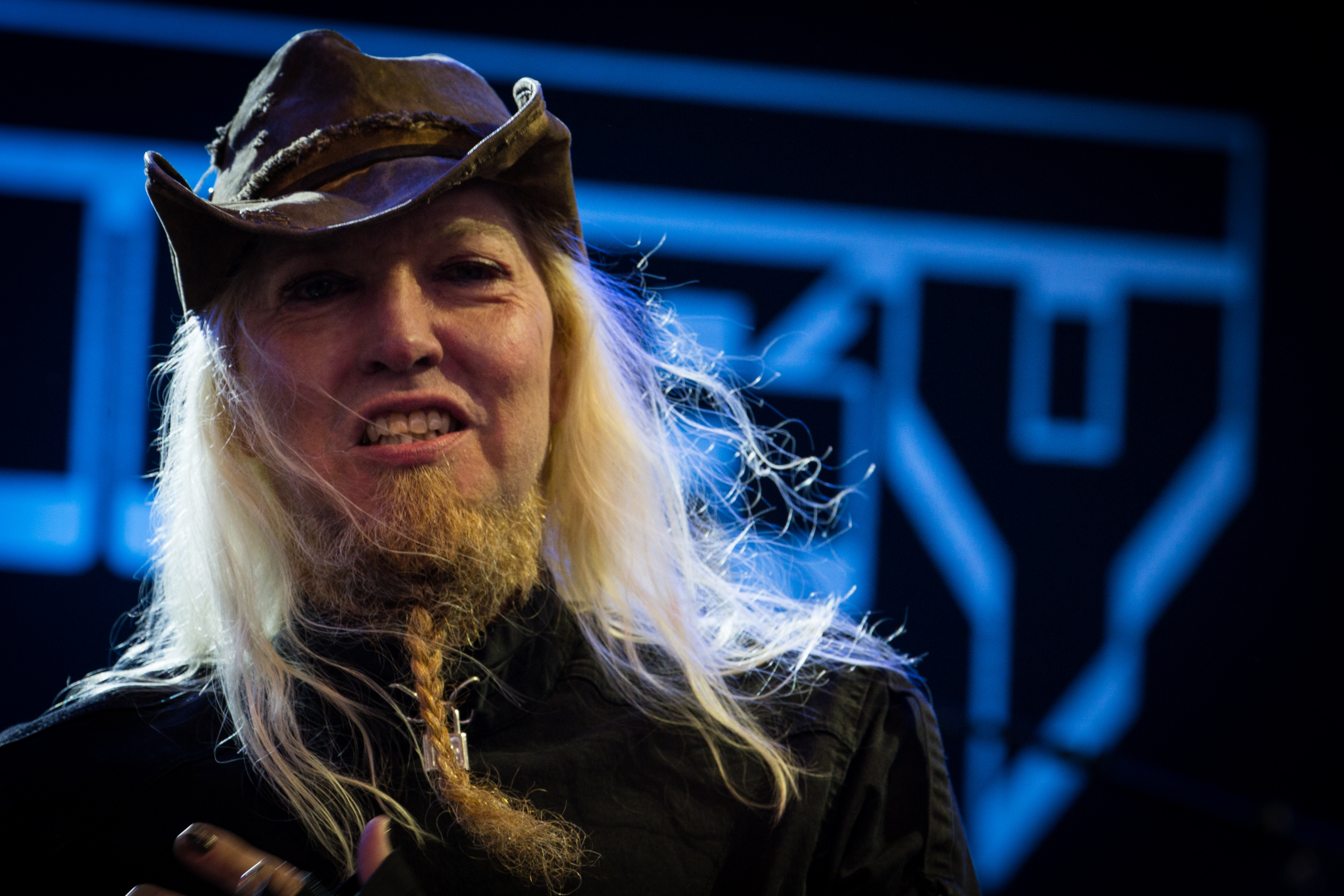
ウォーレル・デイン (2015年)

2017年末、バンドの象徴であるウォーレル・デインが急死。
2018年、バンドはウォーレル・デインの遺志を引き継いで活動を継続し、新ボーカルにジョゼフ・マイケルが加入する。

## 補足
エピック・レコードより発売された時期のファースト・アルバム、セカンド・アルバムの収益金の20％は、児童虐待予防ための活動に寄付されている。

## メンバー
※2020年5月時点 

### 現ラインナップ
- ジョゼフ・マイケル (Joseph Michael) - ボーカル (2018年- )
- レニー・ラトリッジ (Lenny Rutledge) - ギター (1985年-1992年、2010年- )
- ジョージ・ヘルナンデス (George Hernandez) - ベース (サポート:2014年-2015年、正規:2016年- )
- デイヴ・バドビル (Dave Budbill) - ドラムス (1985年-1992年、2010年- )

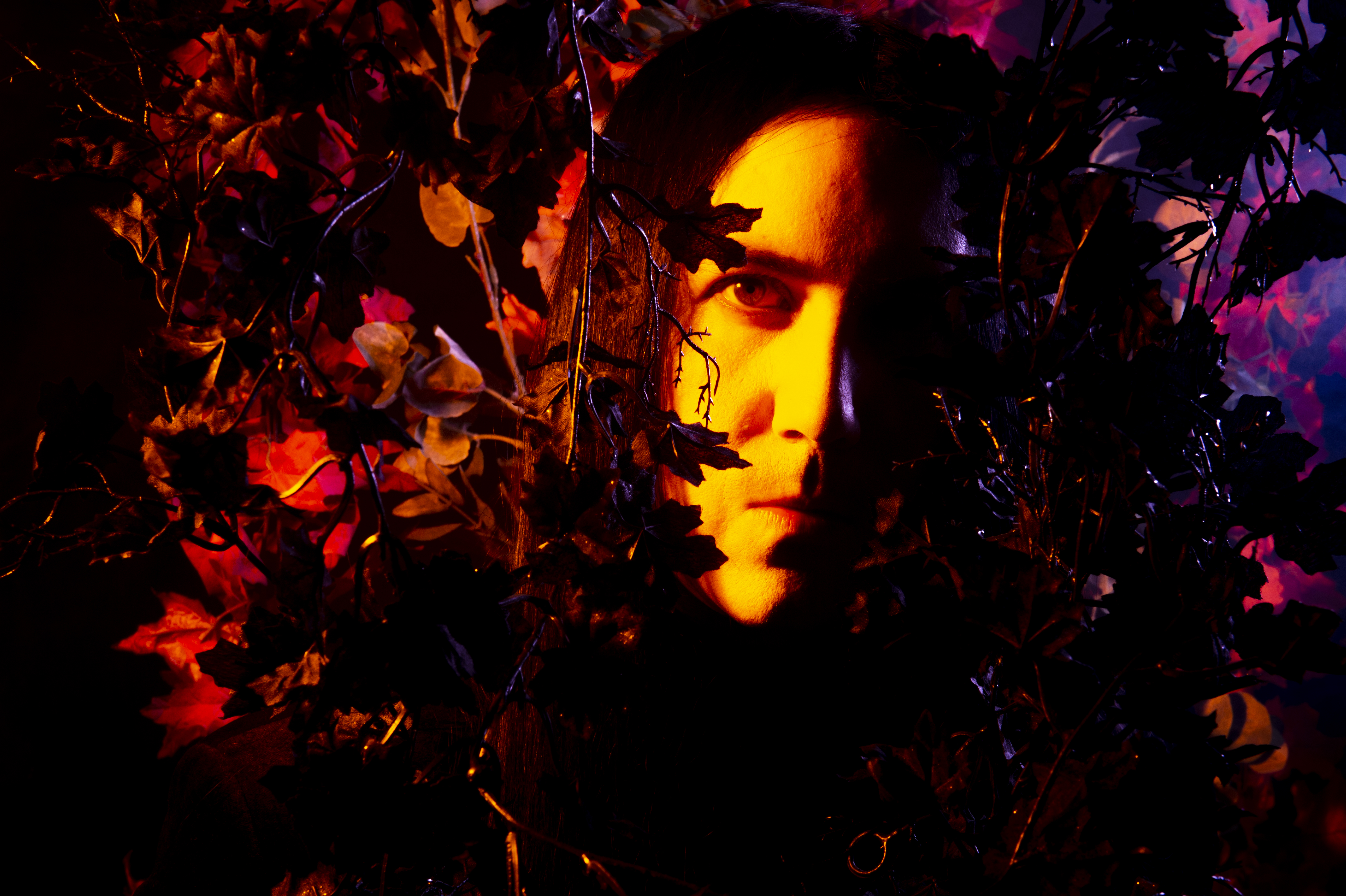
ジョゼフ・マイケル(Vo) 2020年
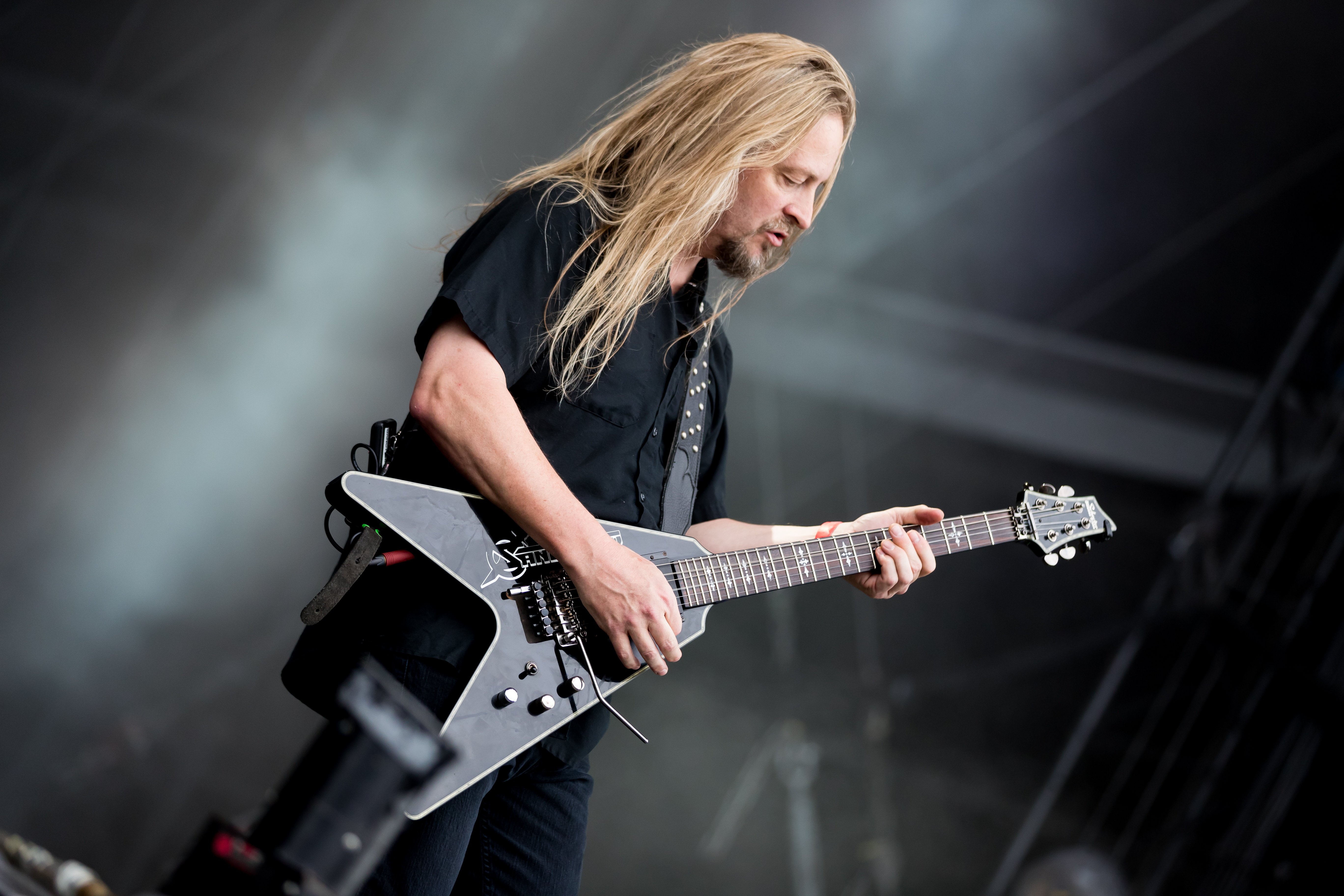
レニー・ラトリッジ(G) 2017年
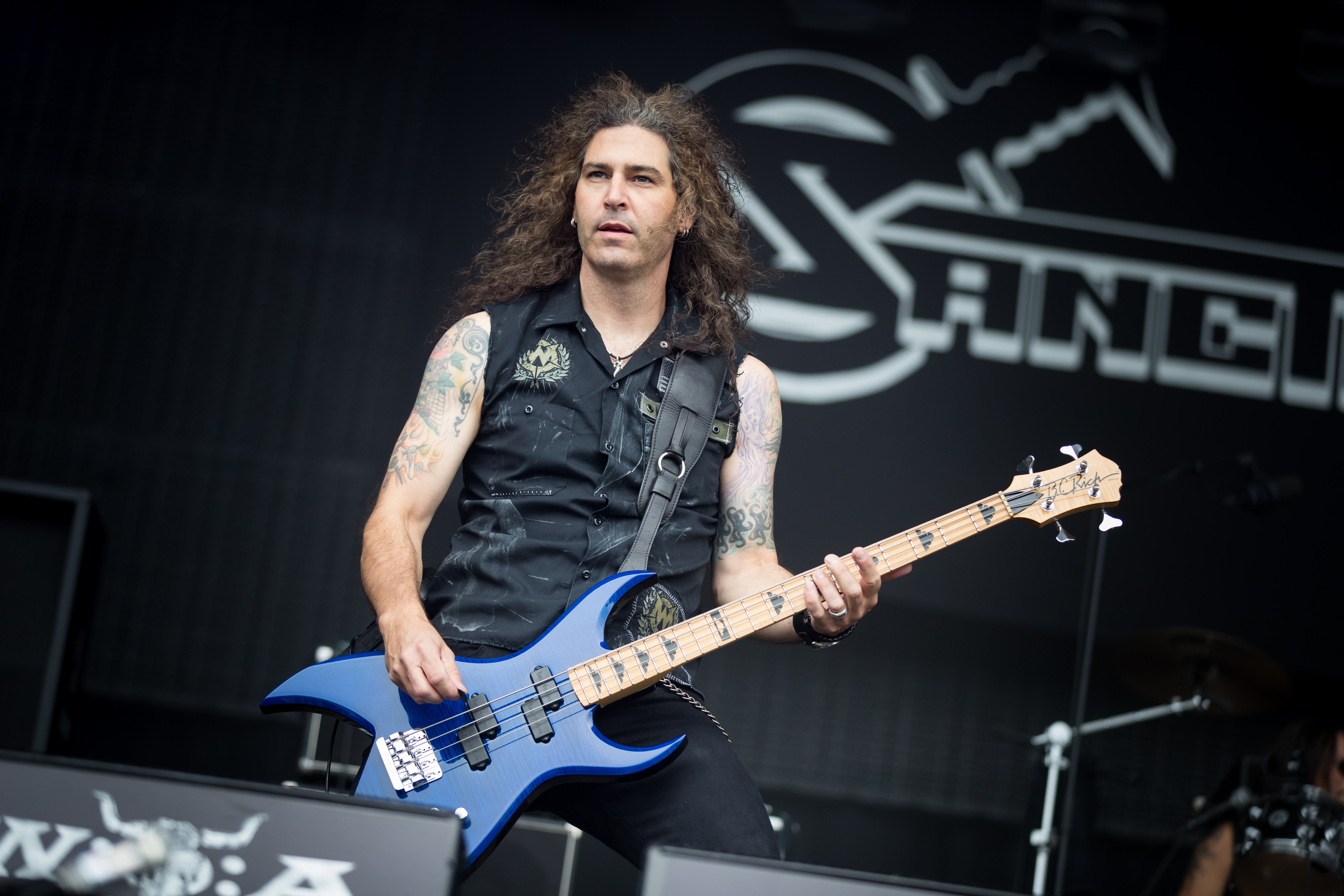
ジョージ・ヘルナンデス(B) 2017年
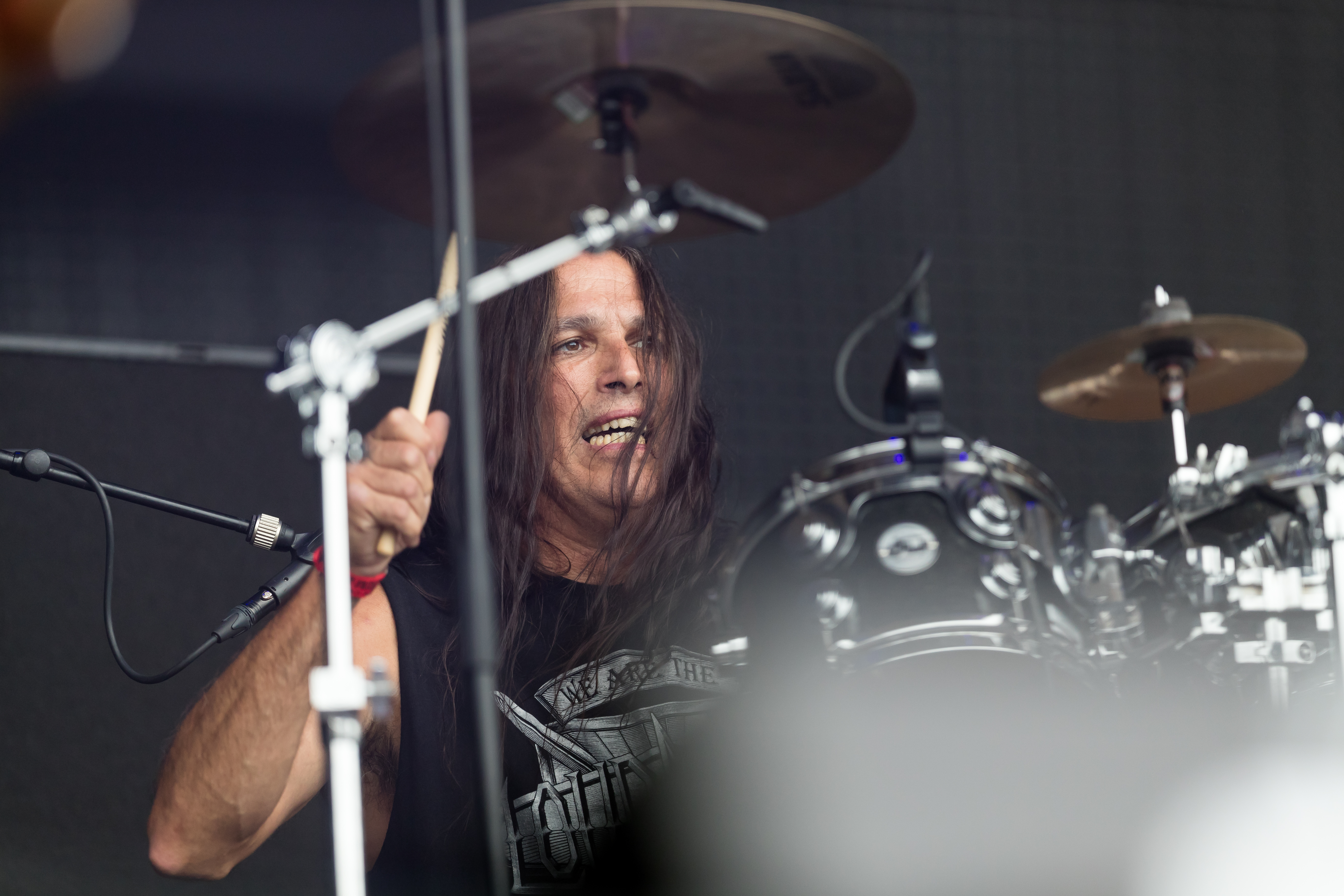
デイヴ・バドビル(Ds) 2017年

### 旧メンバー
- ウォーレル・デイン (Warrel Dane) - ボーカル (1985年-1992年、2010年-2017年) ♰RIP. 2017年
- ジム・シェパード (Jim Sheppard) - ベース (1985年-2016年)
- ショーン・ブロッスル (Sean Blosl) - ギター (1985年-1990年)
- ジェフ・ルーミス (Jeff Loomis) - ギター (1990年-2011年)
- ブラッド・ハル (Brad Hull) - ギター (2011年-2015年)
- ニック・コードル (Nick Cordle) - ギター (2015年-2016年)
- ジョーイ・コンセプシオン (Joey Concepcion) - ギター (2018年–2020年)

## ディスコグラフィ

### スタジオ・アルバム
- 『レフュージ・ディナイド』 - Refuge Denied (1987年)
- 『イントゥ・ザ・ミラー・ブラック』 - Into the Mirror Black (1989年)
- 『ジ・イヤー・ザ・サン・ダイド』 - The Year the Sun Died (2014年)

### ライブ・アルバム
- Into the Mirror Live (1991年)

### コンピレーション・アルバム
- Inception (2017年)